# Arquebisbat de Nouméa
L'arquebisbat de Nouméa (francès: Archidiocèse de Nouméa, llatí: Archidioecesis Numeana) és una seu metropolitana de l'Església Catòlica a França. Al 2016 tenia 132.015 batejats sobre una població de 270.850 habitants. Actualment està regida per l'arquebisbe Michel-Marie-Bernard Calvet, S.M.

## Territori
L'arxidiòcesi comprèn tot l'arxipèlag de Nova Caledònia, a les Dependències d'ultramar franceses.
La seu episcopal és la ciutat de Nouméa, on es troba la catedral de Sant Josep.
El territori s'estén sobre 19.103 km², i està dividit en 18 parròquies.

## Història
La missió catòlica a Nova Caledònia va començar a el 1843 quan, per primera vegada, un grup de cinc missioners maristes van desembarcar a l'illa. Els modests començaments de la missió es van veure exacerbats per la persecució d'un líder local que va obligar els missioners a fugir a Futuna.
El vicariat apostòlic de Nova Caledònia va ser erigit el 23 de juliol de 1847, obtenint el seu territori des del vicariat apostòlic de l'Oceania Central (avui diocesi de Tonga). Però només durant l'any següent els missioners podrien tornar a Nova Caledònia per reprendre el treball d'evangelització de l'illa.
El 26 d'octubre de 1890, la catedral de Nouméa va ser beneïda i inaugurada, construïda quatre anys després.
El 9 de febrer de 1901 va cedir una part del seu territori per a l'erecció de la prefectura apostòlica de les Noves Hèbrides (avui diòcesi de Port-Vila).
El 21 de juny de 1966, sota la butlla Prophetarum voces del Papa Pau VI, el vicariat apostòlic va ser elevat al rang d'arxidiòcesi metropolitana i va prendre el seu nom actual.

## Cronologia episcopal
- Guillaume Douarre, S.M. † (13 de juliol de 1847 - 27 d'abril de 1853 mort)
- Pierre Rougeyron, S.M. † (1855 - 1873 renuncià)
- Pierre-Ferdinand Vitte, S.M. † (4 d'abril de 1873 - 15 de gener de 1880 renuncià)
- Alphonse-Hilarion Fraysse, S.M. † (14 de març de 1880 - 1 de setembre de 1905 mort)
- Claude-Marie Chanrion, S.M. † (1 de setembre de 1905 - 3 de febrer de 1937 renuncià)
- Edoardo Bresson, S.M. † (1 de juliol de 1937 - 9 de novembre de 1956 renuncià)
- Pierre-Paul-Émile Martin, S.M. † (9 de novembre de 1956 - 7 d'abril de 1972 renuncià)
- Eugène Klein, M.S.C. † (7 d'abril de 1972 - 19 de juny de 1981 renuncià)
- Michel-Marie-Bernard Calvet, S.M., des del 19 de juny de 1981

## Estadístiques
Al desembre del 2016, la diòcesi tenia 132.015 batejats sobre una població de 270.850 persones, equivalent al 48,7% del total.
| any  | població | població | població | sacerdots | sacerdots       | sacerdots       | sacerdots             | diaques | religiosos | religiosos | parròquies |
| ---- | -------- | -------- | -------- | --------- | --------------- | --------------- | --------------------- | ------- | ---------- | ---------- | ---------- |
| any  | batejats | total    | %        | total     | clergat secular | clergat regular | batejats por sacerdot | diaques | homes      | dones      |            |
| 1950 | 33.600   | 59.650   | 56,3     | 47        | 2               | 45              | 714                   |         | 41         | 183        | 27         |
| 1959 | 48.681   | 70.987   | 68,6     | 55        | 7               | 48              | 885                   |         | 61         | 235        | 37         |
| 1970 | 65.000   | 102.000  | 63,7     | 59        | 11              | 48              | 1.101                 |         | 146        | 228        | 33         |
| 1980 | 91.500   | 139.600  | 65,5     | 53        | 10              | 43              | 1.726                 |         | 105        | 190        | 36         |
| 1990 | 97.000   | 164.173  | 59,1     | 50        | 9               | 41              | 1.940                 |         | 94         | 187        | 37         |
| 1999 | 110.000  | 200.000  | 55,0     | 39        | 13              | 26              | 2.820                 | 3       | 56         | 115        | 27         |
| 2000 | 110.000  | 200.000  | 55,0     | 35        | 12              | 23              | 3.142                 | 3       | 55         | 126        | 27         |
| 2001 | 110.000  | 200.000  | 55,0     | 36        | 12              | 24              | 3.055                 | 3       | 56         | 117        | 27         |
| 2002 | 110.000  | 200.000  | 55,0     | 43        | 14              | 29              | 2.558                 | 4       | 50         | 118        | 29         |
| 2003 | 110.000  | 200.000  | 55,0     | 37        | 10              | 27              | 2.972                 | 4       | 42         | 110        | 29         |
| 2004 | 110.000  | 210.000  | 52,4     | 37        | 12              | 25              | 2.972                 | 12      | 44         | 111        | 29         |
| 2013 | 141.204  | 260.166  | 54,3     | 34        | 15              | 19              | 4.153                 | 15      | 30         | 87         | 18         |
| 2016 | 132.015  | 270.850  | 48,7     | 30        | 13              | 17              | 4.400                 | 13      | 26         | 68         | 18         |